# Wolfgang Brückner
Wolfgang Brückner (* 14. März 1930 in Fulda) ist ein deutscher Volkskundler und Germanist. Er ist Emeritus am Lehrstuhl für Europäische Ethnologie/Volkskunde der Universität Würzburg.

## Werdegang
Brückner studierte Philosophie, Germanistik, Volkskunde, Geschichte und Kunstgeschichte. 1956 promovierte er bei Mathilde Hain an der Universität Frankfurt und wurde im Anschluss Assistent am dortigen Institut für Volkskunde. Im Jahre 1964 folgte seine Habilitation mit der Arbeit Bildnis und Brauch. Seine Tochter Elisabeth wurde am 3. Juli 1965 geboren. Ab 1968 war Brückner Professor und Leiter des genannten Instituts, bis er 1973 als Ordinarius für deutsche Philologie und Volkskunde an die Universität Würzburg berufen wurde. Hier lehrte er bis zu seiner Emeritierung im Jahr 1998.
Er war Herausgeber des Frankfurter Wörterbuchs, Inaugurator von Ausstellungen zur Massenbilderproduktion sowie Mitherausgeber  einiger wissenschaftlicher Periodika: Anzeiger des Germanischen Nationalmuseums (ab 1965), Bayerische Blätter für Volkskunde (ab 1974), Jahrbuch für Volkskunde (ab 1978).
Er ist korrespondierendes Mitglied der Österreichischen Akademie der Wissenschaften sowie Mitglied der Gustav-Adolfs-Akademie zu Uppsala. Breite Bekanntheit gewann er durch seine noch aktive Rolle als Experte für Religiöse Volkskunst in der Sendereihe Kunst und Krempel des Bayerischen Fernsehens.

## Ehrungen
- 1995: Theodor-Heuss-Medaille des Germanischen Nationalmuseums Nürnberg
- 2001: Bundesverdienstkreuz am Bande
- 2002: Cavaliere des päpstlichen Sankt Gregoriusordens
- 2005: Bayerischer Verdienstorden

## Veröffentlichungen (Auswahl)
- Einführung in die Ausstellung Bildwelt und Glaube. Volkstümliche Kulte und Verehrungsformen. Institut für Volkskunde an der Johann Wolfgang Goethe-Universität, Frankfurt am Main 1958, DNB 572540485.
- Die Verehrung des Heiligen Blutes in Walldürn. Volkskundlich-soziologische Untersuchungen zum Strukturwandel barocken Wallfahrtens. Pattloch, Aschaffenburg 1958, DNB 480756996.
- Wallfahrt und Kirche Walldürn. Verlag Augustinerkloster Walldürn, Walldürn 1963, DNB 450647307.
- Bildnis und Brauch. Studien zur Bildfunktion der Effigies. Erich Schmidt Verlag, Berlin 1966, DNB 456206981.
- Walldürn. 2. Auflage. Schnell & Steiner, München/Zürich 1967, DNB 740095773.
- Populäre Druckgraphik Europas. Teil: Deutschland. Vom 15.–20. Jahrhundert. Callwey, München 1969, DNB 457834439.
- als Herausgeber: Falkensteiner Protokolle. Institut für Volkskunde an der Johann Wolfgang Goethe-Universität, Frankfurt am Main 1971, DNB 720234794.
- Die Bilderfabrik. Historisches Museum, Frankfurt am Main 1973, DNB 730490882.
- als Herausgeber: Volkserzählung und Reformation. Ein Handbuch zur Tradition und Funktion von Erzählstoffen und Erzählliteratur im Protestantismus. Schmidt, Berlin 1974, ISBN 3-503-00540-4.
- Elfenreigen, Hochzeitstraum. Die Öldruckfabrikation 1880–1940. DuMont Schauberg, Köln 1974, ISBN 3-7701-0762-4.
- mit Bernward Deneke (Hrsg.): Volkskunde im Museum. Bayerische Blätter für Volkskunde, Würzburg 1976, DNB 770546498.
- Hinterglasmalerei (= Ethnologia Bavarica. Heft 3). Bayerische Blätter für Volkskunde, Würzburg/ Bayerisches Nationalmuseum, München 1976, DNB 780557808.
- Gnadenbild und Legende. Kultwandel in Dimbach. Echter, Würzburg 1978, ISBN 978-3-429-00571-9.
- als Herausgeber: Mariabuchen. Eine fränkische Wallfahrt. Echter, Würzburg 1979, ISBN 3-429-00586-8.
- als Herausgeber: Volkskunde als akademische Disziplin, Studien zur Institutionenausbildung. Verlag der Österreichischen Akademie der Wissenschaften, Wien 1983, ISBN 3-7001-0585-1.
- mit Hanswernfried Muth, Hans-Peter Trenschel: Hinterglasbilder aus unterfränkischen Sammlungen. (= Katalog zur Sonderausstellung des Mainfränkischen Museums Würzburg, 25. Februar 1983 bis 1. Mai 1983 / Mainfränkische Hefte. Heft 79). Freunde Mainfränkischer Kunst und Geschichte, Würzburg 1983, DNB 830691790.
- als Herausgeber: Fränkisches Volksleben im 19. Jahrhundert. Wunschbilder und Wirklichkeit. (= Begleitband zur gleichnamigen Ausstellung des Mainfränkischen Museums Würzburg, 28. November 1985 bis 13. April 1986). Echter, Würzburg 1985, ISBN 3-429-00986-3.
- mit Gottfried Korff, Martin Scharfe: Volksfrömmigkeitsforschung. (= Ethnologia Bavarica. Heft 13). Lehrstuhl für Europäische Ethnologie/Volkskunde an der Julius-Maximilians-Universität Würzburg, Würzburg 1986, DNB 861155459.
- als Herausgeber: Hinterglas-Künste.  Eine Bilddokumentation.  Callwey, München 1988, ISBN 3-7667-0863-5.
- als Herausgeber: Bekleidungsgeschichte und Museum. Amt der Vorarlberger Landesregierung, Bregenz 1988, DNB 890440891.
- als Herausgeber: „Äußerst getroffen und schön“. Historische Fotografie in Unterfranken. Echter, Würzburg 1989, ISBN 3-429-01268-6.
- Sozialgeschichte regionaler Kultur. Lebenslaufnotizen – Positionsbestimmungen, Bibliographie. Bayerische Blätter für Volkskunde, Würzburg 1990, DNB 910115524.
- mit Wolfgang Schneider: Hinterglasbilder aus den Sammlungen der Diözese Würzburg. Echter, Würzburg 1990, ISBN 3-429-01325-9.
- mit Jürgen Lenssen (Hrsg.): Zisterzienser in Franken. Das alte Bistum Würzburg und seine einstigen Zisterzen. Echter, Würzburg 1991, ISBN 3-429-01384-4.
- als Herausgeber: Wallfahrt und Bilderkult. Gesammelte Schriften. Echter, Würzburg 1995, ISBN 3-429-01752-1.
- mit Wolfgang Schneider (Hrsg.): Wallfahrt im Bistum Würzburg. Die Gnadenorte, Kult- und Andachtsstätten in Unterfranken. Echter, Würzburg 1996, ISBN 3-429-01736-X.
- als Herausgeber: Heimat und Arbeit in Thüringen und Franken. Zum Volksleben einer Kulturregion. Echter, Würzburg 1996, ISBN 3-429-01830-7.
- Die Wallfahrt zum Kreuzberg in der Rhön. Echter, Würzburg 1997, ISBN 3-429-01939-7.
- „Arbeit macht frei.“ Herkunft und Hintergrund der KZ-Devise. (= Otto-von-Freising-Vorlesungen der Katholischen Universität Eichstätt. Band 13). Leske und Budrich, Opladen 1998, ISBN 3-8100-2207-1.
- Volkskunde als historische Kulturwissenschaft. 16 Bände. Lehrstuhl für Europäische Ethnologie/Volkskunde an der Julius-Maximilians-Universität Würzburg, Würzburg 2000–2018, DNB 976917785.
- Massenbilderforschung. Eine Bibliographie bis 1991/1995. (= Veröffentlichungen zur Volkskunde und Kulturgeschichte. Band 96). Lehrstuhl für Europäische Ethnologie/Volkskunde an der Julius-Maximilians-Universität Würzburg, Würzburg 2003, DNB 972189300.
- Lutherische Bekenntnisgemälde des 16. bis 18. Jahrhunderts. Die illustrierte Confessio Augustana. Schnell & Steiner, Regensburg 2007, ISBN 978-3-7954-1937-0.
- Rhöner Schnitzfiguren aus dem 19. Jahrhundert. Imhof, Petersberg 2008, ISBN 978-3-86568-277-2.
- Frommes Franken. Kult und Kirchenvolk in der Diözese Würzburg seit dem Mittelalter. Echter, Würzburg 2008, ISBN 978-3-429-03012-4.
- Die Sprache christlicher Bilder. (= Kulturgeschichtliche Spaziergänge im Germanischen Nationalmuseum. Band 12). Germanisches Nationalmuseum, Nürnberg 2010, ISBN 978-3-936688-44-3.
- Das Jahr 1938 in der deutschsprachigen Volkskunde. Meinungshegemonien des gedruckten Wortes. Waxmann, Münster 2020, ISBN 978-3-8309-4203-0.
- Die Hand für das Bildgedächtnis. Digitale Kulturtechniken der Verständigung. Schnell & Steiner, Regensburg 2020, ISBN 978-3-7954-3122-8.
- Eine religiöse Hype aus Polen. Entkitschungserkundungen. Verlag J.H. Röll, Dettelbach 2020, ISBN 978-3-89754-591-5.